# Cloquallum
Cloquallum, ogranak Upper Chehalis ili Kwaiailk Indijanaca, jednog plemena porodice salishan s rječice Cloquallum Creek, pritoke Chehalisa u današnjem okrugu Mason u Washingtonu. Kwaiailki su identitet izgubili s Cowlitzima.